# Dirección General de Derechos Culturales
La Dirección General de Derechos Culturales de España es el órgano directivo del Ministerio de Cultura, adscrito a la Secretaría de Estado de Cultura, responsable del diseño de las políticas públicas vinculadas con la promoción de los derechos culturales, la diversidad cultural y territorial, así como la promoción de la igualdad y la dinamización cultural, y de la necesaria cooperación con las comunidades autónomas en estos ámbitos.

## Historia
Este órgano directivo nace en la reforma del Ministerio de Cultura de abril de 1985, que agrupó en un mismo centro funciones que antes tenía la Subsecretaría del Departamento sobre cooperación con las comunidades autónomas y fomento y ejecución de programas de acción cultural, así como las relativas a cooperación, asesoramiento y participación de carácter internacional que desempeñaba la Secretaría General Técnica del Departamento. Se denominó «Dirección General de Cooperación Cultural» y se organizó mediante una subdirección general para cada ámbito, una nacional y otra internacional.
En el primer Gobierno de José María Aznar las competencias culturales pasaron al Ministerio de Educación y Cultura, y este órgano se renombró como «Dirección General de Cooperación y Comunicación Cultural», pues se quiso potenciar el área nacional con una nueva subdirección general para favorecer la comunicación con y entre las comunidades autónomas en materia de acción cultural, así como facilitar el conocimiento de la diversidad cultural de estas en el extranjero.
Posteriormente, en el segundo Gobierno de José Luis Rodríguez Zapatero, se renombra como «Dirección General de Política e Industrias Culturales», «con el objeto de atribuirle funciones de impulso y fomento de las industrias del sector, necesariamente complementadas por el desarrollo de las competencias en materia de fundaciones y de propiedad intelectual que viene ejerciendo el Departamento».
Con este objetivo, a las competencias que ya poseía relativas a cooperación cultural internacional y de fomento y promoción cultural, añadió otras más concretas de impulso de las industrias culturales. Sin embargo, perdió aquellas relacionadas con la cooperación entre Administraciones nacionales, que pasó a la Secretaría General Técnica, al tiempo que recibía de esta las de propiedad intelectual, mecenazgo y fundaciones. Para ello, se organizó a través de tres subdirecciones generales; de Promoción de Industrias Culturales y de Fundaciones y Mecenazgo, de Cooperación Cultural Internacional, y de Propiedad Intelectual.
En 2012 se produce un importante cambio en el mundo de la cultura, pues se suprime el Ministerio de Cultura integrándose su Secretaría de Estado en el Ministerio de Educación, Cultura y Deporte. Esto derivó en la refundición de las direcciones generales de Política e Industrias Culturales y del Libro en la nueva Dirección General de Política e Industrias Culturales y del Libro (desde 2016 conocida como Dirección General de Industrias Culturales y del Libro).
Tras más de seis años, en 2018, se recuperó el Ministerio de Cultura y consigo, la Dirección General, que pasaba a denominarse «Dirección General de Industrias Culturales y Cooperación». Ésta asumió sus funciones tradicionales, si bien aumentadas pues también recuperó la cooperación cultural con las comunidades autónomas, unas funciones que había asumido la Dirección General de Industrias Culturales y del Libro y que desde 2004 pertenecían a la Secretaría General Técnica. Por último, destacar que asumió sus tres subdirecciones originales y la de cooperación con las comunidades autónomas, si bien las funciones sobre las fundaciones que tenía antes, ahora regresaron a la Secretaría General Técnica.
En enero de 2020, se quiso destacar las competencias sobre propiedad intelectual, renombrando el órgano como «Dirección General de Industrias Culturales, Propiedad Intelectual y Cooperación». A nivel de subdirección general, la subdirección dedicada a la promoción de las industrias culturales y mecenazgo perdió, aunque manteniendo sus funciones, este último concepto de su denominación; y se suprimió la subdirección general con competencias en relaciones internacionales de cultura, cuyas funciones asumió la Subsecretaría de Cultura.
En 2024 el órgano fue redefinido pues, mientras que todo lo relativo a la promoción de las industrias culturales fue transferido a la Subsecretaría, a través de un Centro de Coordinación de Industrias Culturales, este órgano fue renombrado como «Dirección General de Derechos Culturales» y, con la misma estructura, adquirió nuevas competencias sobre derechos culturales, diversidad cultural, políticas relacionadas con los Objetivos de Desarrollo Sostenible e igualdad de género en la cultura. Mantuvo, por otra parte, lo relacionado con la protección de la propiedad intelectual y la cooperación con las regiones.

## Estructura
La Dirección General de Derechos Culturales tiene bajo su dependencia los siguientes órganos:
- La Subdirección General de Promoción y Acceso a la Cultura, a la que corresponde el diseño y desarrollo de las políticas de promoción de los derechos culturales y de fomento de la diversidad cultural, así como el impulso de la participación de la sociedad en los procesos de creación y dinamización cultural; el fomento de la sostenibilidad en el marco de las políticas culturales de acuerdo con los Objetivos de Desarrollo Sostenible; la promoción de políticas de igualdad de género en el ámbito de la cultura; y el establecimiento y la gestión, en su caso, del régimen de subvenciones y ayudas que tengan por objetivo favorecer el acceso a la cultura. Asimismo, ejerce la secretaría de la Comisión Interministerial para el desarrollo del Estatuto del Artista, se encarga de fomentar las políticas para la mejora de las condiciones de las personas que trabajan en la cultura.
- La Subdirección General de Cooperación Cultural con las Comunidades Autónomas, a la que le corresponde la cooperación con la acción cultural de las comunidades autónomas y el fomento de la comunicación y el intercambio cultural entre ellas; la coordinación de la Oficina Europa Creativa España, así como la difusión y la asesoría técnica de los Programas Europa Creativa (Subprograma Cultura) y Ciudadanos, Igualdad, Derechos y Valores (CERV); y el fomento y la creación de espacios de colaboración en torno a las nuevas políticas y prácticas culturales, en colaboración con las comunidades autónomas, entidades locales y agentes privados.
- La Subdirección General de Propiedad Intelectual, a la que le corresponde la propuesta y valoración de las medidas adecuadas para la regulación, la defensa y promoción de la propiedad intelectual; el ejercicio de las funciones que corresponden al departamento en relación con las entidades de gestión de derechos de propiedad intelectual y los organismos de gestión independiente; el ejercicio de las secretarías de las dos secciones por medio de las cuales actúa la Comisión de Propiedad Intelectual; el ejercicio de las funciones atribuidas al departamento en materia de registro y publicidad registral de las obras y prestaciones protegidas por propiedad intelectual; y el ejercicio de las funciones de autoridad nacional en materia de obras huérfanas, así como las funciones en materia de obras descatalogadas y obras fuera de circuito comercial.

## Presupuesto
La Dirección General de Derechos Culturales tiene un presupuesto asignado de 97 738 200 € para el año 2023. De acuerdo con los Presupuestos Generales del Estado para 2023, la DGICC participa en cuatro programas:
| N.º Programa                              | Programa                                             | Dotación     | Ref.   |
| ----------------------------------------- | ---------------------------------------------------- | ------------ | ------ |
| 331M                                      | Dirección y Servicios Generales de Cultura y Deporte | 1 801 670 €  | [ 9 ]  |
| 334A                                      | Promoción y cooperación cultural                     | 78 764 240 € | [ 10 ] |
| 334C                                      | Fomento de las industrias culturales                 | 17 172 290 € | [ 11 ] |
| Total presupuesto de la Dirección General | Total presupuesto de la Dirección General            | 97 738 200 € |        |

## Directores generales
- Ana Puértolas Villanueva (1985-1987)[12]
- Arsenio Lope Huerta (1987-1988)[13]
- Ángeles Gutiérrez Fraile (1988-1993)[14]
- Margarita Sáenz de la Calzada Zuloaga (1994-1996)[15]
- Rafael Rodríguez-Ponga (1996-2000)[16]
- Inés Argüelles Salaverría (2000-2001)[17]
- Áurea María Roldán Martín (2001-2004)[18]
- Carlos Alberdi Alonso (2004-2008)[19]
- Guillermo Corral Van Damme (2008-2010)[20]
- Santos Castro Fernández (2010-2012)[21]
- Órgano integrado en la Dirección General de Industrias Culturales y del Libro entre 2012 y 2018.
- Adriana Moscoso del Prado Hernández (2018-2023)[22]
- María del Carmen Páez Soria (2023-2024)[23]
- Jazmín Beirak Ulanosky (2024-)[24]